# چهواز
چهواز، روستایی در دهستان مهرگان بخش مرکزی شهرستان پارسیان در استان هرمزگان ایران است.

## ویژگی‌ها
ساکنان این روستا از پیروان مذهب تشیع هستند و به زبان فارسی بندری تکلم می‌کنند.
این روستا دارای مسجد، مدرسه، حوزه مقاومت بسیج، خانه بهداشت و حسینیه و آب‌انبار (برکه) می‌باشند.
مردم این روستا به کشاورزی و دامداری اشتغال دارند،
تعداد ۴۰۰ اصله نخل دیم در روستا وجود دارد.

## جمعیت
بر پایه سرشماری عمومی نفوس و مسکن در سال ۱۳۹۵، جمعیت این روستا برابر با ۵۸۷ نفر (۱۶۷ خانوار) بوده‌است.